# Ostřelování Grozného balistickými raketami
Ostřelování Grozného balistickými raketami byl masivní útok ruské armády raketami Scud (SS-1) v 21. říjnu 1999 na hlavní město separatistické Čečenské republiky Ičkerie na počátku druhé čečenské války. Celkem bylo zabito asi 280 neozbrojených čečenských civilistů (137 na místě a 143 na následky těžkých zranění) včetně žen, dětí, kojenců a lékařského personálu. Dalších 250–400 lidí bylo těžce raněno.
Exploze nastaly asi v 18:15 hodin v několika oblastech hlavního města, většinou v centru, včetně přeplněného venkovního centrálního tržiště a dětské nemocnice, kde zemřelo až 35 žen s novorozenci.
Ruský premiér Vladimir Putin tvrdil, že výbuchy byly výsledky „střetu mezi gangy“ a popřel informace, že by ruské síly byly zapojeny v událostech v Grozném. Později vyšlo najevo, že se jednalo o ruské rakety Scud (SS-1), odpálené ruskou armádou ze severoosetské ruské vojenské základny ve Vladikavkazu.[zdroj⁠?!]
Po útoku se ocitlo město bez elektrické energie a byla ztížena péče o raněné. Stovky raněných byly převáženy do sousedního Ingušska, sanitky zdržovala ruská armáda na nesčetných kontrolních stanovištích.
Útok vyvolal masovou vlnu uprchlíků, kdy jen v několika následujících dnech uprchlo 177 000 lidí z města, než Rusko uzavřelo hranice. Později ruská armáda srovnala se zemí většinu města Groznyj.

## Odpovědnost za masakr
Podle Ireny Brežné, která za války v Čečensku působila jako válečná zpravodajka, podléhá užití raket země-země přímému schválení premiéra republiky, kterým byl Vladimir Putin. Ruský velitel v Čečensku, generálmajor Vladimir Šamanov, řekl, že o rozhodnutí k útoku došlo na nejvyšší vládní úrovni. Stejný názor vyjádřil i prezident Ingušska Ruslan Aušev.